# Islanders de New York
Pour les articles homonymes, voir Islanders.
Les Islanders de New York, en anglais New York Islanders, sont une équipe professionnelle de hockey sur glace de la Ligue nationale de hockey. L'équipe est actuellement domiciliée au UBS Arena à Elmont, Long Island dans l'État de New York. La formation évolue dans la Division Métropolitaine de l'association de l'Est. Les Islanders sont l'une des trois franchises de la LNH dans la zone métropolitaine de New York avec les Devils du New Jersey et les Rangers de New York, dont ces derniers font l'objet d'une vive rivalité avec les Islanders. Cette rivalité est connue sous le nom de : « La bataille de New York ».
Fondés en 1972, les Islanders jouent au Nassau Veterans Memorial Coliseum, depuis leur création jusqu'en 2015. Les Islanders ont remporté quatre années de suite la Coupe Stanley entre 1980 et 1983, ce qui fait d'eux la huitième des neuf dynasties reconnues par la LNH dans son histoire.
Huit anciens membres des Islanders ont été intronisés au Temple de la renommée du hockey, dont sept d'entre eux prirent part aux quatre victoires de la Coupe Stanley. Alger Arbour, Michael Bossy, Clark Gillies, Denis Potvin, William Smith, William Torrey (en) et Bryan Trottier. Patrick LaFontaine, quant à lui, a été intronisé plus récemment, en 2003.

## Histoire de la franchise

### 1972-1974: la LNH arrive à Long Island

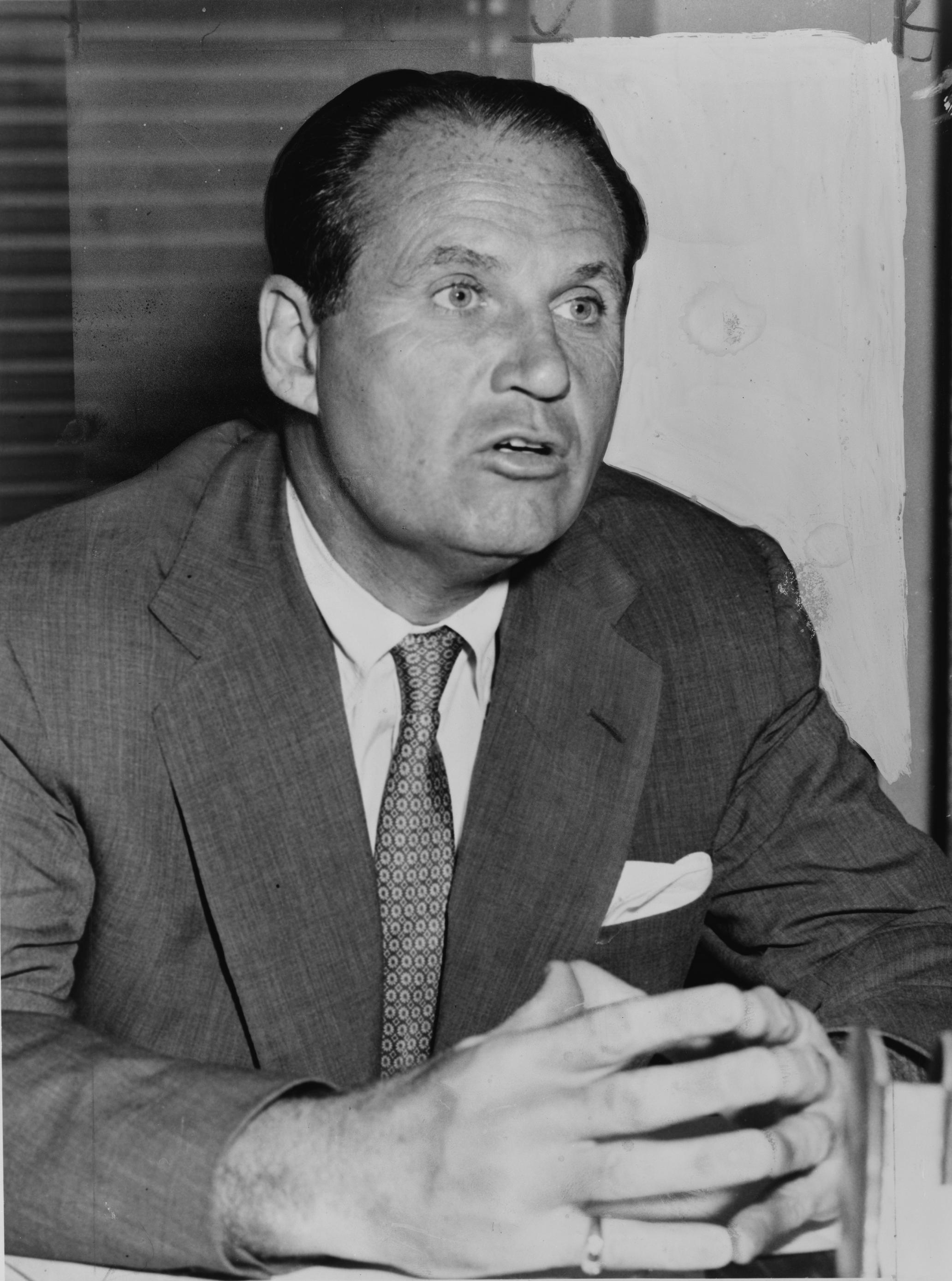
William Shea a joué un rôle important dans la création des Islanders.

Avec le début imminent de l'Association mondiale de hockey (AMH) à l'automne 1972, la nouvelle ligue a le projet de placer une équipe à New York, les « Raiders », dans le tout nouveau Nassau Coliseum dans le comté de Nassau. Toutefois, les fonctionnaires du comté ne considère pas l'AMH comme une ligue majeure et ne souhaitent pas accueillir les Raiders. La seule manière de lancer les Raiders au Coliseum est d'obtenir une équipe de la LNH. William Shea, un avocat new-yorkais qui avait aidé à la création des Mets de New York dans la région une décennie plus tôt, est à nouveau sollicité. Shea trouve une oreille attentive auprès du président de la LNH Clarence Campbell bien que les Rangers de New York s'opposent à une concurrence accrue dans leur région. La LNH décerne le droit à Roy Boe, fabricant de vêtements et propriétaire des Nets de New York de l'American Basketball Association, d'exploiter une franchise basée à Long Island. Dans le même temps, une deuxième franchise d'expansion est attribuée à Atlanta (les Flames) pour équilibrer le calendrier.
Le nom des « Ducks de Long Island » est largement pressenti pour la nouvelle équipe, déjà utilisé par une franchise de l'Eastern Hockey League (est aussi utilisé dans le film Slap Shot). Finalement c'est le nom « Islanders de New York » qui est retenu, un surnom géographiquement plus explicite. Les Islanders naissant sont rapidement surnommés les « Isles » par les journaux locaux. Cependant la proximité avec les Rangers de New York leur coûte une redevance territoriale de 4 millions de dollars. L'arrivée des Islanders condamne de manière définitive l'équipe des Raiders, forcés de jouer au Madison Square Garden dans des conditions de location onéreuses puis contraint de déménager hors de la ville au milieu de leur deuxième saison.
Les Islanders s'équipent avec l'attaquant expérimenté Ed Westfall des Bruins de Boston lors du repêchage d'expansion de 1972, la star de ligue junior Billy Harris au repêchage amateur, et quelques autres joueurs respectables, dont plusieurs transfuges de l'AMH. Contrairement à la plupart des gestionnaires des équipes d'expansion, le directeur général des Islanders Bill Torrey n'a pas fait de nombreuses tractations pour obtenir de grands joueurs durant ces premières années. Plutôt que de suivre une stratégie de « gagner tout de suite » et signer quelques grands noms pour augmenter la fréquentation (une tactique qui s'est révélée désastreuse pour de nombreuses équipes à long terme), Torrey a préféré construire en fonction du repêchage d'entrée de la ligue.
Dès la première saison de l'équipe, les jeunes joueurs tels que le gardien de but Billy Smith (deuxième choix du repêchage d'expansion) et les ailiers Bob Nystrom et Lorne Henning obtiennent leur chance de faire leur preuve dans la LNH. Cependant, cette équipe d'expansion jeune et inexpérimentée affiche un résultat de 12-60-6, soit un des pires de l'histoire de la LNH.
L'équipe termine dernière du classement lors de la saison 1972-1973 et reçoit le droit de choisir en premier au repêchage amateur de la LNH 1973. Elle sélectionne le défenseur superstar junior Denis Potvin, qui est présenté « comme le prochain Bobby Orr » a tout juste 13 ans. Malgré plusieurs offres d'échange de la part du directeur général des Canadiens de Montréal Sam Pollock, Torrey refuse de se séparer de son choix. Ce même été, Torrey fait un choix critiquable quand il convainc l'ancien des Blues de Saint-Louis, Al Arbour, de venir à Long Island entraîner l’équipe. Même avec Potvin, qui remporte le trophée Calder en tant que Meilleur recrue de la LNH de l'année, l'équipe termine encore au dernier rang de la Division Est durant sa deuxième année. Sous Arbour, l'équipe n'atteint pas les séries éliminatoires, mais encaisse 100 buts de moins que la saison précédente, et leurs 56 points représente une amélioration sur la saison précédente. La saison 1973-1974 s'avérera la dernière saison perdante de l'équipe pour les 15 ans à venir.

### 1974-1979: Ascension de l'équipe
En 1975, les Islanders effectuent un des plus grands revirements de l'histoire de la LNH. Mené par Potvin, les ailiers Westfall, Harris, Nystrom, Clark Gillies, et les gardiens de but Smith et Glenn « Chico » Resch, l'équipe atteint les 88 points, soit 32 de plus que la saison précédente, et deux de plus que leurs deux premières saisons combinées. Ils participent pour la première fois aux séries éliminatoires. Ils battent leurs rivaux des Rangers de New York lors du premier tour au meilleur des trois matchs, avec un but de Jean-Paul Parisé marqué à 11 secondes des prolongations du dernier match.
Au tour suivant, la surprise est encore plus grande. Mené 3-0 dans la série au « meilleur des sept matchs » contre les Penguins de Pittsburgh, les Islanders gagnent les quatre suivants et remportent la série. Seuls trois autres équipes de sport majeur nord-américain ont accompli cet exploit : les Maple Leafs de Toronto en 1941-1942, les Red Sox de Boston en 2004, et les Flyers de Philadelphie en 2009-2010.Au troisième tour des séries éliminatoires, les Islanders sont menés à nouveau 3-0, mais réussissent un autre tour de force pour revenir 3-3, obligeant les Flyers de Philadelphie, champions en titre, à disputer un septième match. Mais ce match se conclut par une défaite, les Flyers s'envolant pour une seconde finale consécutive.
Les Islanders ont poursuivi leur ascension étonnante au classement durant la saison 1975-1976, atteignant les 101 points, soit le cinquième meilleur record de la ligue. Ce fut le premier score à 100 points dans l'histoire des Islanders en seulement quatre années d'existence. La jeune recrue Bryan Trottier, qui inscrit 95 points et remporte le trophée Calder, devient une superstar. Ce sont également les deux premiers titres de division de l'histoire de la franchise.

### Les grands honneurs et période de déclin
Une nouvelle recrue, Michael Bossy, intègre l'équipe lors de la saison 1977-1978 avec une production de 91 points, dont 53 buts. Il dépasse la marque des 50 buts par campagne lors de neuf saisons d'affilée, devenant l'un des meilleurs pointeurs de la ligue. Les Islanders remportent la Coupe Stanley à quatre reprises, de 1980 à 1983. En 1984, ils se rendent en finale pour une cinquième fois d'affilée, mais sont battus par les Oilers d'Edmonton qui prennent leur place d'équipe dominante de la LNH durant les années 1980.
Les deux décennies suivantes sont des périodes de disette pour la franchise qui rate les séries éliminatoires à treize reprises sur vingt possibilités. L'organisation prend des décisions douteuses comme le fait de se séparer de Roberto Luongo, qui devient ensuite l'un des gardiens dominant de la ligue, ou le contrat de 15 ans accordé à Rick Dipietro, le plus long de l'histoire de la LNH. Ennuyé par les blessures, le gardien ne joue qu'une fraction des saisons pour lesquelles il est payé, affichant des performances moyennes.

### Déménagement à Brooklyn
Le 24 octobre 2012, la franchise annonce qu'elle déménagera au nouveau Barclays Center de Brooklyn en 2015, où évolue déjà l'équipe de NBA des Nets de Brooklyn.
Le nom et le logo des Islanders de New York resteront les mêmes une fois le club installé à Brooklyn pour bien conserver l'histoire de la franchise.
La cohabitation ne se passera toutefois pas comme prévu. En effet, l'arena ne s'avère pas du toute faite pour accueillir des matchs de hockey : construite uniquement pour le basket à l'origine, la visibilité pour les fans est à certains endroits très mauvaise et surtout, la glace s'avère être d'une qualité imparfaite. Le remplissage n'est par ailleurs pas à la hauteur des espérances, ce qui ne plaît pas aux propriétaires du Barclays Center (cela peut s'expliquer par le fait que l'arena soit trop loin du public cible des Islanders, résidant à Long Island).

### Retour à Long Island
En janvier 2018, les Islanders confirment qu'ils seront de retour à Long Island, où ils retourneront dans leur ancien domicile, le Nassau Veterans Memorial Coliseum, fraîchement rénové. Ils n'y joueront toutefois que la moitié de leur matchs à domicile à partir de la saison 2018-2019 puisque les Islanders vont continuer à évoluer au Barclays Center jusqu'en 2021.

### 2021: Emménagement à Belmont Park
Durant la saison 2021-2022, l'équipe déménage dans son nouveau domicile, l'UBS Arena, d'une capacité de 17 113 places. Elle est située à Elmont, au cœur du Belmont Park, à la limite du Queens, dans le Comté de Nassau.

## Les logos de l'équipe

1972-1995
1995-1997
1997 à 2010
2010 à 2017
Depuis 2017

## Les logos évènementiels

20e anniversaire
25e anniversaire
30e anniversaire
40e anniversaire
50e anniversaire

## Les joueurs

### Effectif actuel
| No    | Nom                     | Nat. | Position      | Arrivée                       | Salaire        |
| ----- | ----------------------- | ---- | ------------- | ----------------------------- | -------------- |
| +030, | Ilia Sorokine           |      | Gardien       | 2014 - Repêchage              | +04 000 000, $ |
| +040, | Semion Varlamov         |      | Gardien       | 2019 - Agent libre            | +05 000 000, $ |
| +002, | Robin Salo              |      | Défenseur     | 2017 - Repêchage              | +00800 000, $  |
| +003, | Adam Pelech             |      | Défenseur     | 2012 - Repêchage              | +05 750 000, $ |
| +006, | Ryan Pulock             |      | Défenseur     | 2013 - Repêchage              | +05 000 000, $ |
| +008, | Noah Dobson             |      | Défenseur     | 2018 - Repêchage              | +04 000 000, $ |
| +024, | Scott Mayfield – A      |      | Défenseur     | 2011 - Repêchage              | +01 450 000, $ |
| +025, | Sebastian Aho           |      | Défenseur     | 2017 - Repêchage              | +00825 000, $  |
| +028, | Aleksandr Romanov       |      | Défenseur     | 2022 - Canadiens de Montréal  | +02 500 000, $ |
| +011, | Zach Parise             |      | Ailier gauche | 2021 - Agent libre            | +00750 000, $  |
| +012, | Joshua Bailey – A       |      | Ailier droit  | 2008 - Repêchage              | +05 000 000, $ |
| +013, | Mathew Barzal           |      | Centre        | 2015 - Repêchage              | +07 000 000, $ |
| +015, | Cal Clutterbuck – A     |      | Ailier droit  | 2013 - Wild du Minnesota      | +01 750 000, $ |
| +017, | Matt Martin             |      | Ailier gauche | 2018 - Maple Leafs de Toronto | +01 500 000, $ |
| +018, | Anthony Beauvillier     |      | Ailier gauche | 2015 - Repêchage              | +04 150 000, $ |
| +021, | Kyle Palmieri           |      | Ailier droit  | 2021 - Devils du New Jersey   | +05 000 000, $ |
| +026, | Oliver Wahlstrom        |      | Ailier droit  | 2019 - Repêchage              | +00894 167, $  |
| +027, | Anders Lee – C          |      | Ailier gauche | 2009 - Repêchage              | +07 000 000, $ |
| +029, | Brock Nelson – A        |      | Centre        | 2010 - Repêchage              | +06 000 000, $ |
| +032, | Ross Johnston           |      | Ailier gauche | 2015 - Agent libre            | +01 100 000, $ |
| +041, | Nikita Sochnikov        |      | Ailier droit  | 2022 - Agent libre            | +00750 000, $  |
| +044, | Jean-Gabriel Pageau – A |      | Centre        | 2020 - Sénateurs d'Ottawa     | +05 000 000, $ |
| +053, | Casey Cizikas           |      | Centre        | 2009 - Repêchage              | +02 500 000, $ |

### Meilleurs pointeurs
Voici les statistiques des joueurs ayant marqué 500 points avec les Islanders de New York.
| Joueur         | PJ   | B   | A   | Pts  |
| -------------- | ---- | --- | --- | ---- |
| Bryan Trottier | 1123 | 500 | 853 | 1353 |
| Mike Bossy     | 752  | 573 | 553 | 1126 |
| Denis Potvin   | 1060 | 310 | 742 | 1052 |
| Clark Gillies  | 872  | 304 | 359 | 663  |
| John Tavares   | 669  | 272 | 349 | 621  |
| Brent Sutter   | 694  | 287 | 323 | 610  |
| Pat LaFontaine | 530  | 287 | 279 | 566  |
| John Tonelli   | 594  | 206 | 338 | 544  |
| Bob Bourne     | 814  | 238 | 304 | 542  |
| Bob Nystrom    | 900  | 235 | 278 | 513  |

### Capitaines
| Période     | Nom du ou des joueurs           |
| ----------- | ------------------------------- |
| 1972-1976   | Ed Westfall                     |
| 1976-1977   | Ed Westfall et Clark Gillies    |
| 1977-1979   | Clark Gillies                   |
| 1979-1987   | Denis Potvin                    |
| 1987-1991   | Brent Sutter                    |
| 1991-1992   | Brent Sutter et Patrick Flatley |
| 1992-1996   | Patrick Flatley                 |
| 1996-1997   | aucun capitaine                 |
| 1997-1998   | Bryan McCabe et Trevor Linden   |
| 1998-1999   | Trevor Linden                   |
| 1999-2000   | Kenny Jonsson                   |
| 2000-2001   | aucun capitaine                 |
| 2001-2005   | Michael Peca                    |
| 2005-2007   | Alexeï Yashin                   |
| 2007-2009   | Bill Guerin                     |
| 2009-2011   | Doug Weight                     |
| 2011-2013   | Mark Streit                     |
| 2013-2018   | John Tavares                    |
| Depuis 2018 | Anders Lee                      |

### Choix de premier tour
Cette section présente les premiers choix de repêchage des Islanders, le rang auquel ils ont été choisis, l'équipe et la ligue mineure dans laquelle ils évoluaient la saison avant le repêchage.
| Année | Joueur                                                    | Rang                                              | Équipe junior                                                                                              |
| ----- | --------------------------------------------------------- | ------------------------------------------------- | --- |
| 1972  | Bill Harris                                               | 1er au total                                      | Marlboros de Toronto (AHO)                                                                                 |
| 1973  | Denis Potvin                                              | 1er au total                                      | 67 d'Ottawa (AHO)                                                                                          |
| 1974  | Clark Gillies                                             | 4e au total                                       | Pats de Regina (LHOC)                                                                                      |
| 1975  | Pat Price                                                 | 11e au total                                      | Blazers de Vancouver (AMH)                                                                                 |
| 1976  | Alex McKendry                                             | 14e au total                                      | Wolves de Sudbury (AHO)                                                                                    |
| 1977  | Mike Bossy                                                | 15e au total                                      | National de Laval (LHJMQ)                                                                                  |
| 1978  | Steve Tambellini                                          | 15e au total                                      | Broncos de Lethbridge (LHOC)                                                                               |
| 1979  | Duane Sutter                                              | 17e au total                                      | Broncos de Lethbridge (LHOu)                                                                               |
| 1980  | Brent Sutter                                              | 17e au total                                      | Rustlers de Red Deer (LHJA)                                                                                |
| 1981  | Paul Boutilier                                            | 21e au total                                      | Castors de Sherbrooke (LHJMQ)                                                                              |
| 1982  | Patrick Flatley                                           | 21e au total                                      | Badgers du Wisconsin (NCAA)                                                                                |
| 1983  | Pat LaFontaine Gerald Diduck                              | 3e au total 16e au total                          | Junior de Verdun (LHJMQ) Broncos de Lethbridge (LHOu)                                                      |
| 1984  | Duncan MacPherson                                         | 20e au total                                      | Blades de Saskatoon (LHOu)                                                                                 |
| 1985  | Brad Dalgarno Derek King                                  | 6e au total 16e au total                          | Steelhawks de Hamilton (LHO) Greyhounds de Sault-Sainte-Marie (LHO)                                        |
| 1986  | Tom Fitzgerald                                            | 17e au total                                      | Austin Prep (Minn. HS)                                                                                     |
| 1987  | Dean Chynoweth                                            | 13e au total                                      | Tigers de Medicine Hat (LHOu)                                                                              |
| 1988  | Kevin Cheveldayoff                                        | 16e au total                                      | Wheat Kings de Brandon (LHOu)                                                                              |
| 1989  | Dave Chyzowski                                            | 2e au total                                       | Blazers de Kamloops (LHOu)                                                                                 |
| 1990  | Scott Scissons                                            | 6e au total                                       | Blades de Saskatoon (LHOu)                                                                                 |
| 1991  | Scott Lachance                                            | 4e au total                                       | Université de Boston (NCAA)                                                                                |
| 1992  | Darius Kasparaitis                                        | 5e au total                                       | Dynamo Moscou (Superliga)                                                                                  |
| 1993  | Todd Bertuzzi                                             | 23e au total                                      | Storm de Guelph (LHO)                                                                                      |
| 1994  | Brett Lindros                                             | 9e au total                                       | Frontenacs de Kingston (LHO)                                                                               |
| 1995  | Wade Redden                                               | 2e au total                                       | Wheat Kings de Brandon (LHOu)                                                                              |
| 1996  | Jean-Pierre Dumont                                        | 3e au total                                       | Foreurs de Val-d'Or (LHJMQ)                                                                                |
| 1997  | Roberto Luongo                                            | 4e au total                                       | Foreurs de Val-d'Or (LHJMQ)                                                                                |
| 1998  | Michael Rupp                                              | 9e au total                                       | Otters d'Érié (LHO)                                                                                        |
| 1999  | Tim Connolly Taylor Pyatt Branislav Mezei Kristián Kudroč | 5e au total 8e au total 10e au total 28e au total | Otters d'Érié (LHO) Wolves de Sudbury (LHO) Bulls de Belleville (LHO) HK Dukla Michalovce (Extraliga Slo.) |
| 2000  | Rick DiPietro Raffi Torres                                | 1er au total 5e au total                          | Terriers de Boston (NCAA) Battalion de Brampton (LHO)                                                      |
| 2001  | Aucun                                                     | Aucun                                             | Aucun |
| 2002  | Sean Bergenheim                                           | 22e au total                                      | Jokerit Helsinki (SM-Liiga)                                                                                |
| 2003  | Robert Nilsson                                            | 15e au total                                      | Leksands IF (Elitserien)                                                                                   |
| 2004  | Petteri Nokelainen                                        | 16e au total                                      | SaiPa Lappeenranta (SM-Liiga)                                                                              |
| 2005  | Ryan O'Marra                                              | 15e au total                                      | Otters d'Érié (LHO)                                                                                        |
| 2006  | Kyle Okposo                                               | 7e au total                                       | Buccaneers de Des Moines (USHL)                                                                            |
| 2007  | Aucun                                                     | Aucun                                             | Aucun |
| 2008  | Joshua Bailey                                             | 9e au total                                       | Spitfires de Windsor (LHO)                                                                                 |
| 2009  | John Tavares Calvin de Haan                               | 1er au total 12e au total                         | Knights de London (LHO) Generals d'Oshawa (LHO)                                                            |
| 2010  | Nino Niederreiter Brock Nelson                            | 5e au total 30e au total                          | Winterhawks de Portland (LHOu) Warroad H.S. (Minn. HS)                                                     |
| 2011  | Ryan Strome                                               | 5e au total                                       | IceDogs de Niagara (LHO)                                                                                   |
| 2012  | Griffin Reinhart                                          | 4e au total                                       | Oil Kings d'Edmonton (LHOu)                                                                                |
| 2013  | Ryan Pulock                                               | 15e au total                                      | Wheat Kings de Brandon (LHOu)                                                                              |
| 2014  | Michael Dal Colle Josh Ho-Sang                            | 5e au total 28e au total                          | Generals d'Oshawa (LHO) Spitfires de Windsor (LHO)                                                         |
| 2015  | Mathew Barzal Anthony Beauvillier                         | 16e au total 28e au total                         | Thunderbirds de Seattle (LHOu) Cataractes de Shawinigan (LHJMQ)                                            |
| 2016  | Kieffer Bellows                                           | 19e au total                                      | USNTDP (USHL)                                                                                              |
| 2017  | Aucun                                                     | Aucun                                             | Aucun |
| 2018  | Oliver Wahlstrom Noah Dobson                              | 11e au total 12e au total                         | USNTDP (USHL) Titan d'Acadie-Bathurst (LHJMQ)                                                              |
| 2019  | Simon Holmstrom                                           | 23e au total                                      | HV 71 U20 (J20 SuperElit)                                                                                  |
| 2020  | Aucun                                                     | Aucun                                             | Aucun |
| 2021  | Aucun                                                     | Aucun                                             | Aucun |
| 2022  | Aucun                                                     | Aucun                                             | Aucun |

### Numéros retirés
À l'heure actuelle, huit anciens joueurs des Islanders ont vu leur numéro retirés.
| No  | Joueur         | Position       | Carrière  | Date du retrait  |
| --- | -------------- | -------------- | --------- | ---------------- |
| 5   | Denis Potvin   | Défenseur      | 1973-1988 | 1er février 1992 |
| 9   | Clark Gillies  | Ailier gauche  | 1974-1988 | 7 décembre 1996  |
| 19  | Bryan Trottier | Centre         | 1975-1994 | 20 octobre 2001  |
| 22  | Michael Bossy  | Ailier droit   | 1977-1987 | 3 mars 1992      |
| 23  | Robert Nystrom | Ailier droit   | 1972-1986 | 1er avril 1995   |
| 27  | John Tonelli   | Centre         | 1975-1992 | 21 février 2020  |
| 31  | William Smith  | Gardien de but | 1970-1989 | 20 février 1993  |
| 91  | Robert Goring  | Centre         | 1969-1987 | 29 février 2020  |
| 99* | Wayne Gretzky  | Centre         | 1978-1999 | 6 février 2000   |

* Numéro retiré pour toutes les équipes par la LNH lors du 50e Match des étoiles.
- 739 : Alger Arbour (en l'honneur de ses 739 gains en saison régulière en tant qu'entraîneur-chef des Islanders)
- William Torrey (en) (honoré en tant qu'« architecte » de l'équipe — sur sa bannière, on peut lire les mots « The Architect » et on y voit un nœud de cravate plutôt qu'un numéro).

### Temple de la renommée du hockey
- Michael Bossy (admis en 1991)
- Denis Potvin (admis en 1991)
- William Smith (admis en 1993)
- William Torrey (en) (admis en 1995)
- Alger Arbour (admis en 1996)
- Bryan Trottier (admis en 1997)
- Clark Gillies (admis en 2002)
- Patrick LaFontaine (admis en 2003)

## Dirigeants

### Entraîneurs-chefs
| No | Nom                 | Premier match    | Dernier match     | Saison régulière | Saison régulière | Saison régulière | Saison régulière | Saison régulière | Saison régulière | Saison régulière | Séries éliminatoires | Séries éliminatoires | Séries éliminatoires | Séries éliminatoires | Remarques                                                                                               |
| No | Nom                 | Premier match    | Dernier match     | PJ               | V                | D                | N                | DP               | P                | % V              | PJ                   | V                    | D                    | % V                  | Remarques                                                                                               |
| -- | ------------------- | ---------------- | ----------------- | ---------------- | ---------------- | ---------------- | ---------------- | ---------------- | ---------------- | ---------------- | -------------------- | -------------------- | -------------------- | -------------------- | --- |
| 1  | Philippe Goyette    | 7 octobre 1972   | 23 janvier 1973   | 48               | 6                | 38               | 4                | -                | 16               | 16,7             | -                    | -                    | -                    | -                    | |
| 2  | Earl Ingarfield     | 24 janvier 1973  | 1er avril 1973    | 30               | 6                | 22               | 2                | -                | 14               | 23,3             | -                    | -                    | -                    | -                    | |
| 3  | Alger Arbour        | 10 octobre 1973  | 12 avril 1986     | 1038             | 552              | 317              | 169              | -                | 1273             | 61,3             | 171                  | 109                  | 62                   | 60,1                 | Trophée Jack-Adams en 1978-1979 Coupes Stanley 1980, 1981, 1982 et 1983 Finale de la Coupe Stanley 1984 |
| 4  | Terry Simpson       | 9 octobre 1986   | 6 décembre 1988   | 187              | 81               | 82               | 24               | -                | 186              | 49,7             | 20                   | 9                    | 11                   | 45,0                 | |
| 5  | Alger Arbour        | 9 décembre 1988  | 24 avril 1994     | 461              | 187              | 220              | 54               | -                | 428              | 64,4             | 27                   | 10                   | 17                   | 37,0                 | |
| 6  | Lorne Henning (en)  | 21 janvier 1995  | 2 mai 1995        | 48               | 15               | 28               | 5                | -                | 35               | 36,5             | -                    | -                    | -                    | -                    | |
| 7  | Michael Milbury     | 7 octobre 1995   | 20 janvier 1997   | 127              | 35               | 73               | 19               | -                | 89               | 35,0             | -                    | -                    | -                    | -                    | |
| 8  | Richard Bowness     | 22 janvier 1997  | 10 mars 1998      | 100              | 38               | 50               | 12               | -                | 88               | 44,0             | -                    | -                    | -                    | -                    | |
| 9  | Michael Milbury     | 20 mars 1998     | 20 janvier 1999   | 64               | 21               | 38               | 5                | -                | 47               | 37,1             | -                    | -                    | -                    | -                    | |
| 10 | William Stewart     | 21 janvier 1999  | 17 avril 1999     | 37               | 11               | 19               | 7                | -                | 29               | 39,2             | -                    | -                    | -                    | -                    | |
| 11 | Robert Goring       | 2 octobre 1999   | 3 mars 2001       | 147              | 41               | 88               | 14               | 4                | 100              | 34,0             | -                    | -                    | -                    | -                    | |
| 12 | Lorne Henning       | 5 mars 2001      | 7 avril 2001      | 17               | 4                | 11               | 2                | 0                | 10               | 29,4             | -                    | -                    | -                    | -                    | |
| 13 | Peter Laviolette    | 5 octobre 2001   | 17 avril 2003     | 164              | 77               | 62               | 19               | 6                | 179              | 54,6             | 12                   | 4                    | 8                    | 33,3                 | |
| 14 | Steve Stirling (en) | 9 octobre 2003   | 10 janvier 2006   | 124              | 56               | 51               | 11               | 6                | 129              | 52,0             | 5                    | 1                    | 4                    | 20,0                 | |
| 15 | Bradley Shaw        | 12 janvier 2006  | 18 avril 2006     | 40               | 18               | 18               | -                | 4                | 40               | 50,0             | -                    | -                    | -                    | -                    | |
| 16 | Theodore Nolan      | 5 octobre 2006   | 1er novembre 2007 | 92               | 46               | 34               | -                | 12               | 104              | 56,5             | 5                    | 1                    | 4                    | 20,0                 | |
| 17 | Alger Arbour        | 3 novembre 2007  | 3 novembre 2007   | 1                | 1                | 0                | -                | 0                | 2                | 100,0            | -                    | -                    | -                    | -                    | |
| 18 | Theodore Nolan      | 6 novembre 2007  | 4 avril 2008      | 71               | 28               | 34               | -                | 9                | 65               | 45,8             | -                    | -                    | -                    | -                    | |
| 19 | Scott Gordon        | 10 octobre 2008  | 13 novembre 2010  | 181              | 64               | 94               | -                | 23               | 151              | 41,7             | -                    | -                    | -                    | -                    | |
| 20 | Jack Capuano        | 17 novembre 2010 | 16 janvier 2017   | 483              | 227              | 192              | -                | 64               | 518              | 53,6             | 24                   | 10                   | 14                   | 41,7                 | |
| 21 | Douglas Weight      | 19 janvier 2017  | 5 juin 2018       | 122              | 59               | 49               | -                | 14               | 132              | 54,1             | -                    | -                    | -                    | -                    | |
| 22 | Barry Trotz         | 21 juin 2018     | 9 mai 2022        | 288              | 152              | 102              | -                | 34               | 338              | 58,7             | 49                   | 28                   | 21                   | 57,1                 | Trophée Jack-Adams en 2018-2019                                                                         |
| 23 | Lane Lambert (en)   | 16 mai 2022      | 20 janvier 2024   | 127              | 61               | 46               | -                | 20               | 142              | 55,9             | 6                    | 2                    | 4                    | 33,3                 | |
| 24 | Patrick Roy         | 20 janvier 2024  |                   |                  |                  |                  | -                |                  |                  |                  |                      |                      |                      |                      | |

### Directeurs généraux
| No | Nom                            | Engagement       | Départ           | Remarques                                                               |
| -- | ------------------------------ | ---------------- | ---------------- | ----------------------------------------------------------------------- |
| 1  | William Torrey (en)            | 15 février 1972  | 17 août 1992     | Coupes Stanley 1980, 1981, 1982 et 1983 Finale de la Coupe Stanley 1984 |
| 2  | Donald Maloney                 | 17 août 1992     | 2 décembre 1995  |                                                                         |
| -  | Darcy Regier (en) (ad interim) | 2 décembre 1995  | 12 décembre 1995 |                                                                         |
| 3  | Michael Milbury                | 12 décembre 1995 | 8 juin 2006      |                                                                         |
| 4  | Neil Smith (en)                | 8 juin 2006      | 18 juillet 2006  |                                                                         |
| 5  | Garth Snow                     | 18 juillet 2006  | 5 juin 2018      |                                                                         |
| 6  | Louis Lamoriello               | 5 juin 2018      |                  | Directeur général de la saison 2019-2020 et 2020-2021                   |